# Dietrich Christoph Gotthold von Cosel
Dietrich Christoph Gotthold von Cosel (* 9. Januar 1752 in Draheim, Kreis Neustettin; † 9. November 1825 in Berlin) war ein preußischer Generalmajor und zuletzt Kommandant von Graudenz.

## Leben

### Herkunft
Seine Eltern waren Johann Karl von Cosel (* 1707; † 1765) und dessen Ehefrau Johanna Sophie, geborene von Arnim (* 9. Januar 1722; † 3. Januar 1803). Sein Vater war preußischer Oberst und Kommandant von Draheim. Der preußische Generalleutnant Johann Kaspar von Cosel war sein Urgroßvater.

### Militärlaufbahn
Am 12. Juni 1762 kam Cosel als Kadett nach Berlin. Von dort trat er am 9. Dezember 1767 als Junker in das Husarenregiment „von Lossow“ der Preußischen Armee über. Am 28. Dezember 1772 wurde er Kornett und am 20. Januar 1776 Sekondeleutnant. Als solcher nahm er am Bayerischen Erbfolgekrieg teil. Am 28. Mai 1790 stieg Cosel zum Premierleutnant auf und kämpfte 1794 im Feldzug in Polen, wo er sich im Gefecht bei Jaktar auszeichnete. Am 3. Februar 1795 wurde er Stabsrittmeister und am 17. April 1800 Rittmeister sowie Eskadronchef. Im Vierten Koalitionskrieg kämpfte Cosel in der Schlacht bei Heilsberg, wo das Regiment einen französischen Fahnenadler erbeutete.
Nach dem Krieg wurde er am 7. Februar 1807 Major, am 18. Juli 1807 bekam er für Heilsberg den Orden Pour le Mérite und am 5. Mai 1808 den Russischen Orden des Heiligen Georg IV. Klasse. Am 20. Dezember 1808 wurde Cosel in das neugebildete 2. Leib-Husaren-Regiment versetzt und am 8. April 1811 zu dessen Kommandeur ernannt. Am 1. April 1812 wechselte er dann als Kommandeur in das kombinierte 1. Husaren-Regiment. Er nahm am Feldzug von 1812 teil und wurde am 27. März 1813 zum Oberstleutnant und Kommandanten von Graudenz ernannt. Dort wurde er am 11. August 1814 zum Oberst befördert, am 3. Oktober 1815 erhielt er bei seinem Abschied den Charakter als Generalmajor zuerkannt und eine Pension von 1000 Talern. Da aber kein Nachfolger ernannt wurde, blieb Cosel für weitere zwei Monate der Kommandant von Graudenz. Er starb am 9. November 1825 in Berlin und wurde am 12. November 1825 auf dem Garnisonfriedhof beigesetzt.
Im Gefechtsbericht über Heilsberg heißt es: Cosel hat in der Schlacht bei Heilsberg diejenigen beiden Eskadrons des Husarenregiments von Prittwitz befehligt, welche an dieser Bataille teilnahmen und nach dem wörtlichen Ausdruck des Generals der Kavallerie von Bennigsen, sich mit Ruhm bedeckt. Cosel hat mit diesen 2 Eskadrons nicht nur verschiedene Angriffe auf französische Kavallerie gemacht und solche über den Haufen geworfen, sonder auch ein Bataillon Infanterie fast gänzlich in die Pfanne gehauen.

### Familie
Cosel heiratete 1791 Henriette Charlotte Poser (* 1767; † 4. Mai 1796). Das Paar hatte folgende Kinder:
- Albertine Karoline (* 1793)
- Albert Dietrich (* 2. Juni 1795; † 3. Januar 1814), Sekondeleutnant im 2. Schlesischen Landwehr-Regiment

Nach dem Tod seiner ersten Frau heiratete er am 5. April 1797 in Königsberg Henriette Charlotte von Auer (* 13. November 1776; † 29. April 1853), eine Tochter des Generalmajors Johann Kasimir von Auer. Das Paar hatte folgende Kinder:
- Friederike Bertha Luise (* 5. Mai 1799) ⚭ 1814 Heinrich Bernhard Friedrich von Rühl, Generaladjutant und Oberstleutnant in kaiserlich russischen Diensten[1]
- Heinrich Wilhelm Kasimir (* 1. April 1805; † 10. November 1871), Oberst a. D., zuletzt Kommandant von Graudenz